# Pécs polgármestereinek listája
Ez a szócikk Pécs város polgármestereit sorolja fel.

## Atanácsrendszerelőtt (1950-ig)
…
- 1874–1875: Taray Endre (1822–1900)[1]
- 1875–1896: Aidinger János (1846–1906)[2]
- 1896–1906: Majorossy Imre (Pécs, 1847. június 26. – Pécs, 1927. május 13.)[3]
- 1906–1936: Nendtvich Andor (Pécs, 1867. október 2. – 1951)[4]
- 1936–1940: Makay István (1876–1941)[5]
- 1940–1944: Esztergár Lajos (1894–1978)

…
(Magyarországon a hagyományos polgármesteri tisztséget az 1950. évi tanácstörvény törölte el és a tanácsrendszer bevezetésével az eltérő jogkörű VB-elnök tisztségével váltotta fel. 1990-ben a helyi önkormányzatokról szóló törvény ismét bevezette a polgármesteri tisztségét.)

## Arendszerváltásután
- 1990–1994: Krippl Zoltán (Pécs, 1960)[7]
- 1994–1998: Páva Zsolt (Pécs, 1955. október 30.) (először)
- 1998–2006: Toller László (Budapest, 1950. október 21. – Szigetvár, 2010. május 10.)[8]
- 2006–2009: Tasnádi Péter (Pécs, 1956. szeptember 14. – Pécs, 2009. január 27.)[9]
- 2009–2019: Páva Zsolt (másodszor)[10]
- 2019– : Péterffy Attila[11][12]